# Килиан, Иржи
Иржи Килиан (чеш. Jiří Kylián или, неправильно, чеш. Kilián; 21 марта 1947 года, Прага, Чехословакия) — чешский танцовщик и хореограф.

## Биография
Иржи Килиан родился 21 марта 1947 года в Праге. Учился в балетной школе Пражского национального театра, затем в Пражской консерватории. Получив стипендию Британского совета, стажировался в школе Королевского балета в Лондоне. В 1968 году по приглашению одного из крупнейших хореографов того времени Джона Крэнко поступил в руководимую тем труппу — Штутгартский балет, где оставался — в ранге солиста — до 1975 года.
В 1975 году был назначен одним из артистических директоров Нидерландского театра танца. В 1977 году стал единственным артистическим директором этой труппы и создателем её обширного репертуара.
В 1978 году после показа на Международном фестивале Сполето балета «Симфониетта» на музыку Л. Яначека к нему пришла международная известность. На этом фестивале также были представлены другие балеты Килиана:
- «Симфония псалмов» на музыку И. Стравинского (1978),
- «По заросшей тропе» на музыку Л. Яначека (1980),
- «Забытая земля» на музыку Б. Бриттена (1981),
- «Свадебка» на музыку И. Стравинского (1982),
- «Пастбище» на музыку К. Чавеса (1983),
- «Дитя и волшебство» М. Равеля (1984).

В середине 1980-х годов Килиан начал ставить преимущественно абстрактные опусы. Балеты, поставленные в это время, получили широкое международное признание и впоследствии были объединены им в знаменитую программу «Чёрно-белых балетов»: «Шесть танцев» на музыку В. А. Моцарта (1986), «Игра окончена» на музыку А. Веберна (1988), «Падшие ангелы» на музыку С. Райха (1989), «Сарабанда» на музыку И. С. Баха (1990), «Сладкие сны» на музыку А. Веберна (1990), «Маленькая смерть» на музыку В. А. Моцарта (1991); «Местонахождение неизвестно» на музыку А. Пярта, А. Веберна, С. Райха, Ч. Айвза, М. де Роо (1994).
Иржи Килиан выработал особый фирменный стиль, далеко вышедший за рамки классического «канона». Килиан обрёл стойкую репутацию хореографа-философа, исследующего больше глубины человеческой натуры, чем физические возможности тела, и славится своей феноменальной музыкальностью. «Есть Иржи Килиан, у которого, я сказал бы, самые „золотые“ уши. Он превращает метафоры в движения. Килиан слышит музыку и видит движения», — так отозвался о нём Рудольф Нуреев.
В 1978 году Килиан организовал труппу НДТ II, в которую вошли очень молодые танцовщики (17—24 лет). В 1991-м — труппу НДТ III, объединившую, напротив, балетных пенсионеров, покинувших основной состав театра — НДТ I. Таким образом, по словам самого Килиана, его театр показывает жизнь танцовщика в трех измерениях.
В 1999 году оставил пост артистического директора театра, но оставался при этом хореографом-резидентом вплоть до 2009 года.
Балеты Килиана вошли в репертуар театров и балетных трупп многих стран мира. В 1995 году отмечалось 35-летие НДТ и 20-летие руководства Иржи Килианом этой труппой: был выпущен грандиозный спектакль «Арчимбольдо» (постановка нескольких хореографов «родом» из самого НДТ и фрагменты балетов Килиана), в которой приняли участие все три труппы — НДТ I, НДТ II и НДТ III. Пять лет спустя «Арчимбольдо» был показан на сцене Парижской оперы. Празднества прошли под девизом, предложенным самим мэтром: прошлое — это история, будущее — тайна, настоящее — подарок.

## Творчество
Среди наиболее известных постановок — «Симфониетта» на музыку Леоша Яначека (1978), «Симфония псалмов» на музыку Стравинского (1978), «Забытая земля» по мотивам живописи Эдварда Мунка (1981), «Падшие ангелы» (1989).
- 1970 : Paradox; Coming and Going
- 1973 : Viewers
- 1974 : Stoolgame
- 1975 : La Cathédrale engloutie
- 1975 : Return to a Strange Land (памяти Джона Крэнко)
- Nomaden
- 1976 : Symphony in d, музыка Йозефа Гайдна
- 1978 : Sinfonietta, музыка Леоша Яначека
- 1978 : Symphony of Psalms, музыка Игоря Стравинского
- Dream Dances
- 1981 : Forgotten Land
- 1982 : Svadebka, музыка Игоря Стравинского
- 1983 : Stamping Round
- 1984 : L'Enfant et les Sortilèges
- 1986 : Silent Cries
- 1988 : No More Play
- 1989 : Falling Angels
- 1989 : Black and White
- 1990 : Sweet Dreams
- 1990 : Sarabande
- 1991 : Petite Mort (к 200-летию смерти Моцарта)
- 1992 : As If Never Been
- 1992 : No Sleep Till Dawn of Day
- 1993 : Whereabouts Unknown
- 1994 : Tiger Lily
- 1994 : Double you
- 1995 : Bella figura
- 1997 : Wings of Wax
- 1997 : Tears of Laughter
- 1998 : A Way Alone
- 1998 : Indigo Rose
- 1999 : Half Past
- 1999 : Doux Mensonges
- 2000 : Arcimboldo
- 2000 : One of a Kind
- 2000 : Click-Pause-Silence
- 2001 : Birth-day, музыка Моцарта
- 2001 : Blackbird
- 2002 : 27’52”
- 2002 : Claude Pascal
- 2002 : When Time Takes Time
- 2003 : Last Touch
- 2005 : Symphony of Psalms (новая редакция)
- 2005 : Tar and Feathers
- 2008 : Vanishing Twin
- 2008 : Gods and Dogs
- 2009 : Last Touch First
- 2010 : Mémoires d'Oubliettes
- 2012 : Kaguyahime

## Признание
- Орден Белого льва III степени (2024 год, Чехия)[4].
- В 1995 году к двадцатилетию деятельности в Нидерландском балетном театре и к тридцатипятилетию театра Килиан получил из рук королевы Нидерландов Беатрикс орден Оранских-Нассау. Мастер отметил это событие премьерой балета «Арчимбольдо». Премия «Benois de la dance» (1998), премия Лоренса Оливье (2000), премия Нижинского (2000), Золотая Почётная медаль искусств и наук Нидерландов[нидерл.] (2008) и многие другие награды.